# Kormoran koroniasty
Kormoran koroniasty (Afrocarbo coronatus) – gatunek ptaka z rodziny kormoranów (Phalacrocoracidae), zamieszkujący wybrzeża Afryki Południowej. Nie jest zagrożony.

## Systematyka
Takson ten jako pierwszy opisał Johan August Wahlberg w 1855 roku pod nazwą Graculus coronatus. Jako miejsce typowe wskazał Possession Island (u wybrzeży Namibii). Część ujęć systematycznych umieszcza ten gatunek w rodzaju Microcarbo, jednak w 2023 roku został przeniesiony na podstawie analizy filogenetycznej do nowo utworzonego rodzaju Afrocarbo. Dawniej kormoran koroniasty bywał często uznawany za podgatunek kormorana etiopskiego (M. africanus). Nie wyróżnia się podgatunków.

## Morfologia
Długość ciała około 54 cm; masa ciała samców 710–880 g, samic 670–780 g. Niemal całe upierzenie lśniąco czarne, na czole długi, stroszony czub; w okresie tokowania dziób przybiera barwę czerwoną.

## Zasięg występowania
Kormoran koroniasty zamieszkuje wybrzeża południowo-zachodniej Afryki od centralnej Namibii do południowo-zachodniej Południowej Afryki (Przylądek Igielny).

## Ekologia
Ptak ten występuje na skalistych wybrzeżach i przybrzeżnych wyspach. Nie był odnotowywany na wodach oddalonych o ponad 10 km od brzegu i dalej niż 100 m w głąb lądu. Jest w dużej mierze gatunkiem osiadłym.
Kormoran koroniasty gniazduje zwykle w mieszanych, niezbyt dużych koloniach ptaków morskich. Składanie jaj ma miejsce przez cały rok, ale szczyt lęgów przypada na późną wiosnę i lato – pomiędzy listopadem i styczniem. Stanowiska lęgowe znajdują się na osłoniętych miejscach na skałach i klifach, na krzewach, niewielkich drzewach, skupiskach wyrzuconych na brzeg wodorostów, a także konstrukcjach stworzonych przez człowieka, takich jak pomosty, stare budynki, wraki statków czy platformy budowane w celu pozyskiwania guana. Gniazdo zbudowane jest głównie z wodorostów i patyków, wyścielone drobniejszym materiałem; często używane jest przez kilka lat z rzędu. W zniesieniu zwykle 2–3 jaja (czasami do pięciu), zazwyczaj przeżywają dwa pisklęta. Po opuszczeniu gniazda młode przebywają w „żłobkach” w pobliżu kolonii.
W skład pożywienia wchodzą w ogromnej większości ryby, zwłaszcza z rodzin klinkowatych (Clinidae), igliczniowatych (Syngnathidae) i babkowatych (Gobiidae). Skład diety uzupełniają krewetki i równonogi.

## Status
W Czerwonej księdze gatunków zagrożonych Międzynarodowej Unii Ochrony Przyrody kormoran koroniasty od 2021 roku zaliczany jest do kategorii LC (najmniejszej troski); wcześniej klasyfikowany był jako gatunek bliski zagrożenia (NT). W 2021 roku liczebność populacji w oparciu o liczenia w terenie szacowano na 4324 dorosłe osobniki. Wiadomo, że liczebność populacji fluktuuje, ale jej długoterminowy trend uznawany jest za stabilny.